# Nobile Ottuplice Sentiero
(Buddha Shakyamuni Dhammacakkappavattana Sutta, Saṃyutta-nikāya, 56,11.)

La Ruota del Dharma (Dharmacakra), simbolo per eccellenza del Buddismo. Gli otto raggi rappresentano il Nobile ottuplice sentiero (sans. Ārya 'ṣṭāṅga mārgaḥ).

Il Nobile ottuplice sentiero (sanscrito आर्याष्टाङ्गिक मार्ग ārya aṣṭāṅgika mārga, pāli ariya-aṭṭhaṅgika-magga, cinese 八正道 bā zhèngdào Wade-Giles pa-cheng-tao, giapponese hasshōdō, tibetano  'phags-lam yan-lag brgyad, coreano 팔정도 p'al chŏngdo, vietnamita bát chánh đạo) corrisponde all'ultima delle Quattro nobili verità (sanscrito Catvāri-ārya-satyāni, pāli Cāttari aryasaccāni), la dottrina buddista riportata nel Canone pāli all'interno del Saṃyutta-nikāya (nel Dhammacakkappavattana Sutta, italiano Sutra della messa in moto della Legge) e nel Canone cinese nello Záhánjīng (雜含經, giapponese 雑言阿含経 Zōgon agonkyō), che poi è la traduzione in cinese del testo sanscrito Saṃyuktāgama al cui interno è collocato il Dharmaçakrapravartana Sūtra.
Secondo la tradizione le Quattro nobili verità, e con esse il "Nobile ottuplice sentiero", rappresentano il primo sermone del Buddha Shakyamuni, tenuto al Parco delle gazzelle di Sarnath, vicino a Varanasi (detta anche Benares), all'età di 35 anni, dopo che nei pressi del villaggio di Bodhgaya (nell'odierno stato del Bihar) aveva raggiunto il risveglio spirituale. Con l'insegnamento della dottrina del "Nobile ottuplice sentiero" il Buddha Shakyamuni intendeva offrire ai suoi discepoli il percorso di liberazione dalla sofferenza.

## Gli elementi del "Nobile Ottuplice Sentiero" e i differenti modelli di interpretazione
|      | Italiano               | Sanscrito         | Pāli           | Cinese | Cinese pinyin | Cinese Wade-Giles | Giapponese | Tibetano                     |
| ---- | ---------------------- | ----------------- | -------------- | ------ | ------------- | ----------------- | ---------- | ---------------------------- |
| I    | Retta visione          | Samyag-dṛṣṭi      | Sammā diṭṭhi   | 正見   | Zhèngjiàn     | Cheng-chien       | Shōken     | Yang dag pa'i lta ba         |
| II   | Retta intenzione       | Samyak-saṃkalpa   | Sammā saṃkappa | 正思惟 | Zhèng sīwéi   | Cheng ssu-wei     | Shō shiyui | Yang dag pa'i rtog pa        |
| III  | Retta parola           | Samyag-vāc        | Sammā vācā     | 正語   | Zhèngyǔ       | Cheng-yü          | Shōgo      | Yang dag pa'i ngag           |
| IV   | Retta azione           | Samyak-karma-anta | Sammā kammanta | 正業   | Zhèngyè       | Cheng-yeh         | Shōgō      | Yang dag pa'i las kyi mtha'  |
| V    | Retta sussistenza      | Samyag-ājiva      | Sammā ājīva    | 正命   | Zhèngmìng     | Cheng-ming        | Shōmyō     | Yang dag pa'i 'tsho ba       |
| VI   | Retto sforzo           | Samyag-vyāyāma    | Sammā vāyāma   | 正精進 | Zhèng jīngjìn | Cheng-ching-chin  | Shō shōjin | Yang dag pa'i rtsol ba       |
| VII  | Retta presenza mentale | Samyak-smṛti      | Sammā sati     | 正念   | Zhèngniàn     | Cheng-nien        | Shōnen     | Yang dag pa'i dran pa        |
| VIII | Retta concentrazione   | Samyak-samādhi    | Sammā samādhi  | 正定   | Zhèngdìng     | Cheng-ting        | Shōjō      | Yang dag pa'i ting nge 'dzin |

William Chu ha evidenziato quattro modelli di interpretazione del "sentiero" buddista.

### Primo modello
Il primo modello prevede di sviluppare gli "Otto sentieri" con un approccio "olistico", perfezionandoli contemporaneamente e in modo equilibrato. Questo implica che non occorre predisporre un ordine sequenziale di questi sentieri ma, piuttosto, l'indicazione che il percorso buddista tenda complessivamente a tutte le sfaccettature di una singola attività quotidiana, sia mentale che fisica, verbale o spirituale.

### Secondo modello
Nel secondo modello il "Nobile ottuplice sentiero" può essere considerato secondo tre tipologie di perfezionamento denominate in sanscrito trīṇiśikṣaṇi o śikṣā-traya, (pāli tisikkhā, cin. 三學, sān xué, giapp. san gaku, tib. bslab pa gsum).
Questo ordinamento prevede una "spirale" di perfezionamento. Ogni passo procede ad un elevamento verso quello successivo che poi spinge quello che lo precede. 
1. la "prima tipologia di perfezionamento" viene denominato in sanscrito adhiśīlam (cin. 戒學 jièxué, giapp. kaigaku) e riguarda la moralità  (sanscrito śīla, pali sīla,  cinese 戒 jiè, giapp. kai, tib. tsul-khrims):
  1. Retta parola, cioè l'assunzione della personale responsabilità delle nostre parole, ponendo attenzione nella loro scelta e ponderandole in modo che esse non producano effetti nocivi sugli altri e di conseguenza a noi stessi; ciò significa anche che il nostro agire deve essere improntato al nostro parlare e corrispondere ad esso.
  2. Retta azione,  cioè l'azione non motivata dalla ricerca di egoistici vantaggi, svolta senza attaccamento verso i suoi frutti.
  3. Retta sussistenza, cioè vivere in modo equilibrato evitando gli eccessi, procurandosi un sostentamento adeguato con mezzi che non possano arrecare danno o sofferenza agli altri. Questo comporta anche la corretta padronanza delle proprie intenzioni, in modo che esse siano sempre orientate e dirette lungo la linea mediana di condotta di vita (sanscrito madhyamāpratipad, pāli majjhimpaṭipāda, cinese 中道 zhōngdào, giapp. chūdō, tib. dbu 'i lam) lontana dagli estremi dell'ascetismo e dell'edonismo.
2. la "seconda tipologia"  viene denominata in sanscrito adhicittaṃśikṣā (pāli adhicitta-sikkhā, cinese 增上心學 zēngshàngxīn xué, giapp. zōjōshin gaku, tib. lhag pa'i sems gyi bslab pa) e riguarda la specificità della meditazione (sanscrito e pāli samādhi, cinese 定 dìng, giapp. jō, tib. ting nge 'dzin):
  1. Retto sforzo, cioè lasciare andare gli stati non salutari e coltivare quelli salutari. Significa anche confidare nella bontà della propria pratica buddista perseverando con un corretto ed equilibrato impegno nello sforzo, motivato dalla fede (sanscrito śraddhā, pāli saddhā, cinese 信 xìn, giapp. shin, tib. dad-pa) che al buddista praticante proviene dai risultati ottenuti nell'avanzamento lungo il percorso della propria personale realizzazione spirituale e nell'avanzamento verso una sempre maggiore capacità di esercitare la "Corretta azione" nella propria pratica buddista.
  2. Retta presenza mentale, cioè la capacità di mantenere la mente priva di confusione, non influenzata dalla brama e dall'attaccamento (sanscrito tṛṣṇā, pāli taṇhā, cinese 愛 ài, giapp.  ai, tib. sred-pa).
  3. Retta concentrazione, cioè la capacità di mantenere il corretto atteggiamento interiore che porta alla corretta padronanza di se stessi durante la pratica della meditazione (sanscrito dhyāna, pāli jhāna, cinese 禪那 chánnà, giapp. zenna, tib. bsam-gtan).
3. la "terza tipologia" viene denominata in sanscrito prajñā-śikṣā (pāli paññā-sikkhā, cinese 慧學 huìxué, giapp. egaku, tib. shes-rab-kyi bslab-pa) e riguarda la saggezza (sanscrito prajñā, pāli paññā, cin. 慧 huì, giapp. e, tib. shes-rab):
  1. Retta visione, cioè il riconoscimento delle "Quattro Nobili Verità" attraverso la loro corretta conoscenza e la conseguente loro corretta visione.
  2. Retta intenzione, cioè il corretto impegno sostenuto dalla "Retta visione" nel padroneggiare la tṛṣṇā (l'attaccamento al desiderio di vivere, alla brama ed all'avidità di esistere, di divenire o di liberarsi, al desiderio di affermare il proprio presunto «sé esistente») e dalla compassione (sanscrito e pāli karuṇā, cinese 慈悲 cíbēi, giapp. jihi, tib. snying-rie)[8]  per tutti gli esseri.

### Terzo modello
Il terzo modello di Via buddista (intesa sempre come quarta verità delle Quattro nobili verità) è indicato come "immediato" o "subitaneo". Esso ha come obiettivo quello di portare il praticante al di là del condizionato (san. saṃskṛta, pāli saṃkhata, cinese 有爲 yǒuwéi, giapp. ui tib.  'dus byas)  regno del graduale e degli sforzi deliberati per raggiungere la "illuminazione".  Robert E. Buswell Jr. e Robert Gimello hanno descritto diversi esempi in cui un tale "anti-marga" (nel senso che non procede come "via" intesa in senso graduale, ma sul piano dell'immediato) ha prevalso come modello. Tra le altre scuole, questo terzo modello è ricercato nello Zen giapponese.

### Quarto modello
Il quarto modello individua il "sentiero" buddista come una sequenza lineare di miglioramento per fasi spirituali sempre più raffinate. Una volta superata una fase del percorso spirituale la sua pratica va abbandonata. Questo approccio "funzionale" è coerente con il principio buddista di non voler confondere il mezzo con l'obiettivo facendo assumere al primo un valore in sé. La pratica spirituale è quindi "funzionale" allo scopo della "liberazione" e non possiede alcun valore di per sé, quindi una volta raggiunto lo scopo prefisso questa va abbandonata per un'altra più "avanzata".
Svolgimenti:
Nell'ottuplice sentiero si identificano le fasi della vita perfetta o tendente alla perfezione. Degna di questa e di ogni altra dottrina.
Retta visione significa consapevolezza della vita, nell'intimo universale fino all'impercettibile, nelle sue accezioni varie come la forma vitale umana o quella millenaria minerale e alle altre più longeve. Assumersi la consapevolezza dell'imperiturità (?) del tutto porta ad avere l'intenzione giusta. La volontà cioè di agire conseguentemente alla nostra apprensione (?). Apprendiamo la verità del tutto e abbiamo subito l'intenzione di interagire con questa condizione poiché umani e inevitabilmente predisposti a questo.  Altrimenti ne fuggiremmo il più lontano possibile. Parlare ed agire in conseguenza sono il completamento della prima parte dell'ottuplice divino sentiero che altro non è che la via che non sappiamo e che cerchiamo da sempre.
Solitamente questa è la prima metà del percorso della nostra vita su questa terra nella migliore delle ipotesi.
La parte finale dell'ottuplice divino sentiero attiene al consolidamento della consapevolezza, e alla perseveranza tramite l'autocoscienza intelligente.Comporta uno sforzo morale oltre che intellettivo e fisico che porta al benessere vero e condiviso e per conseguenza alla liberazione.